# Purpurantennmal
Purpurantennmal, Adela violella, är en fjärilsart som beskrevs av Michael Denis och Ignaz Schiffermüller, 1775. Purpurantennmal ingår i släktet Adela och familjen Antennmalar, Adelidae.  Inga underarter finns listade i Catalogue of Life.

## Utseende
Purpurantennmal har mörkt kopparglänsande framvingar som i viss vinkel skimmrar med en violett glans i den yttre delen. Vingspannet är ca 9–11 mm. Hanen har gulbrun hjässa med enstaka svarta hår i den bakre delen. Honan har bakre delen av hjässan ockragul. Ansiktet är starkt silverglänsande. Antennerna är längre hos hanen än hos honan, De är drygt tre gånger så lång som framvingen hos hanen och 1,3 gånger framvingen hos honan. Antennerna är svartbruna vid basen och ljusare utåt med vitaktig spets.  Hos honan är antennerna förtjockade med svarta fjäll i den inre halvan. Larven är vitaktig med mörkt huvud.

## Levnadssätt
Purpurantennmalen vill ha torra marker med grus och sand, och flyger i solsken under juni och juli. Malens värdväxt är äkta johannesört, Hypericum perforatum, där äggen läggs på frökapslarna. Larven lever till en början på frön men går över till att äta bladen närmast marken och till och med vissna blad går bra. Larven spinner ihop blad till en platt hylsa som är insörjd på mitten vilken den lever i. Arten övervintrar som puppa som kläcks till imago fjäril under våren.

## Utbredning
Arten är ännu inte funnen i Sverige. I Norden är den ännu bara påträffad i Danmark. Utbredningen sträcker sig annars från centrala, södra och östra Europa och österut till Kaukasus.

## Bildgalleri

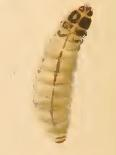
Skiss av fjärilens larv.
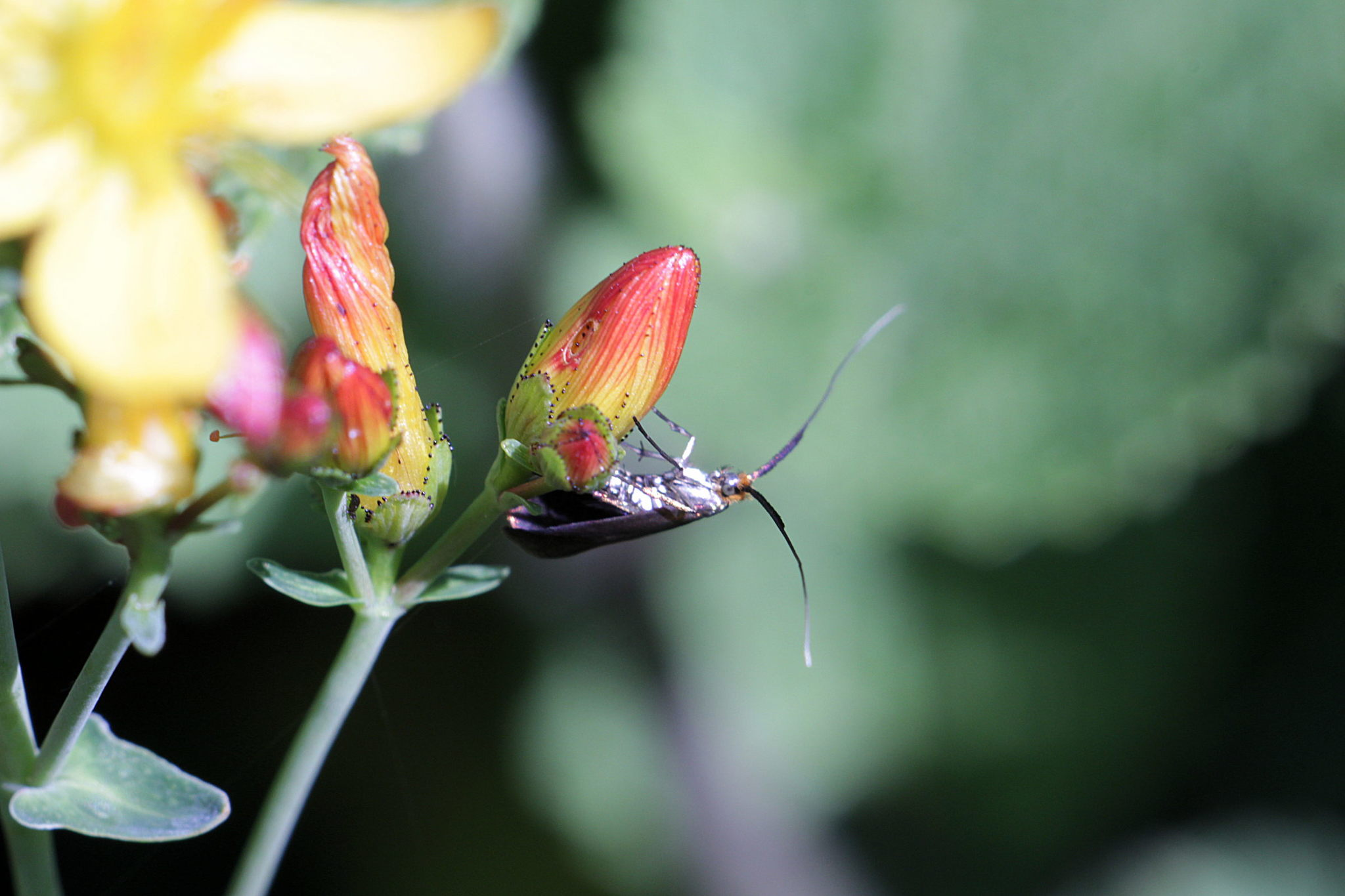
Imago fjäril, hona, på knopp av äkta johannesört.
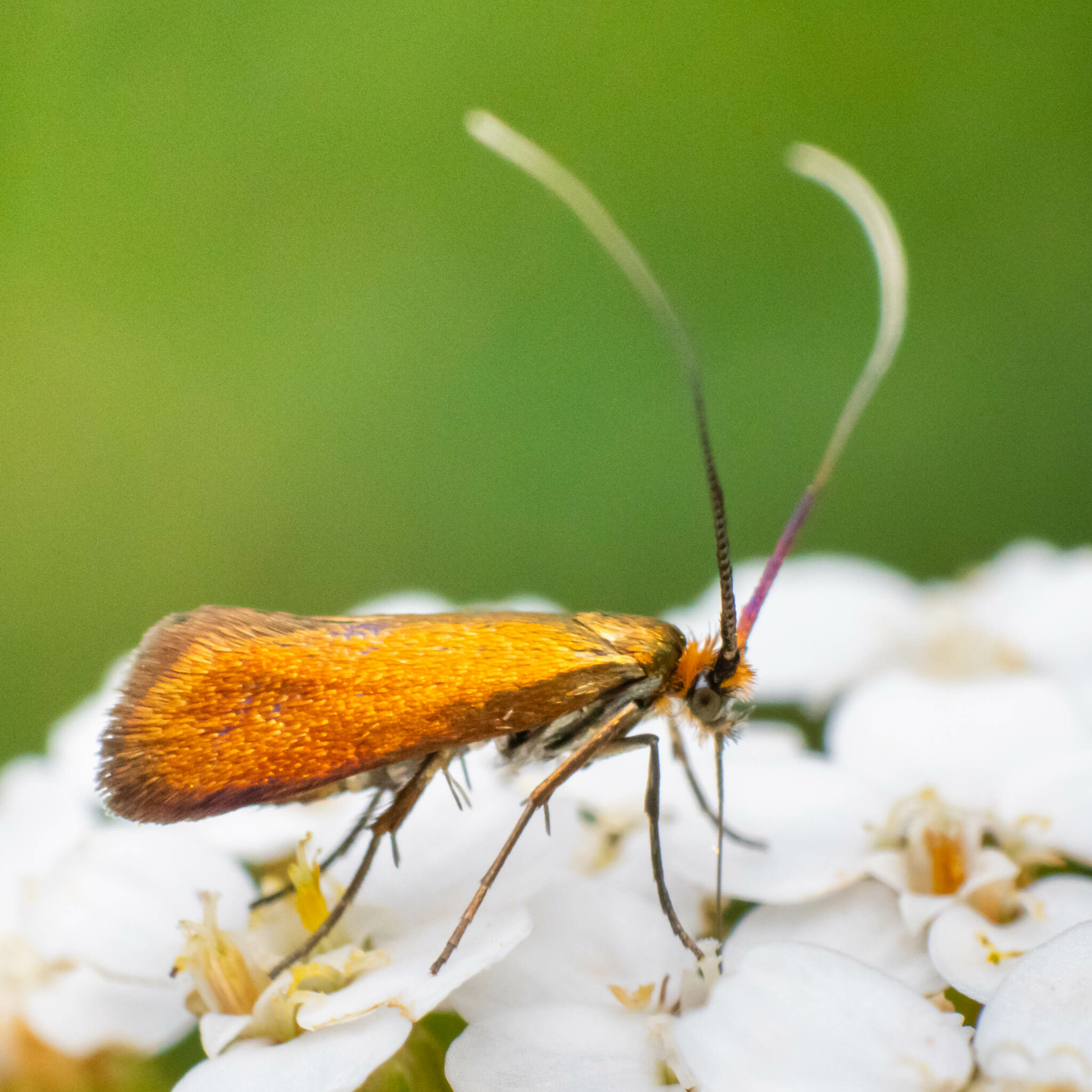
Imago fjäril, hane.
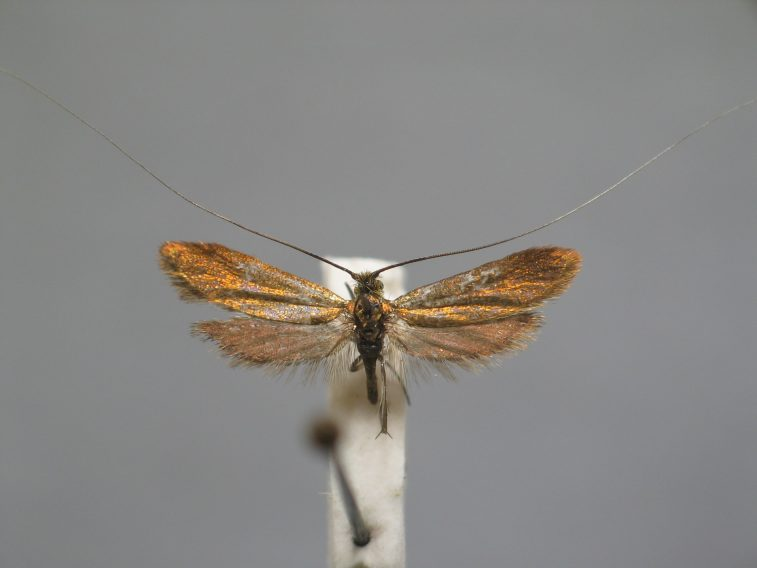
Preparerad (uppnålad) imago fjäril, hane.